# Hey! Ba-Ba-Re-Bop
Hey! Ba-Ba-Re-Bop är en sång skriven av Curley Hamner och Lionel Hampton, och inspelad av Lionel Hampton i Los Angeles den 1 december 1945 (med klarinettsolo av Herbie Fields). Uppslaget till låten kom från Helen Humes inspelning av "Be-Ba-Be-Le-Ba" tidigare samma år. Hamptons inspelning blev den mest spelade låten på Billboards jukeboxlista för "race records" 1946 och den spelades även in av andra artister, som Louis Prima.
Med text på svenska av Bo Carlgren spelades den in 1972 av Fridens kilowatt och rivaler med Leif "Burken" Björklund som Hey Baberiba.
Titeln har gett namn till TV-serien Hey Baberiba.

### Fotnoter
1. ↑  Billboard den 25 januari 1947, sid. 17.
2. ↑  Hey baberiba på Svensk mediedatabas
3. ↑  Joakim Tegblom. ”Låtar du trodde var svenska”. Arkiverad från originalet den 26 oktober 2013. https://web.archive.org/web/20131026075436/http://gotiskaklubben.wordpress.com/2013/09/22/latar-du-trodde-var-svenska/. Läst 19 juni 2014.